# پرزیدنت (فیلم ۲۰۱۴)
پرزیدنت (انگلیسی: The President) فیلمی در ژانر درام به کارگردانی محسن مخملباف است که در سال ۲۰۱۴ منتشر شد.
این فیلم برای نخستین بار، عصر چهارشنبه (۲۷ اوت) در افتتاحیهٔ بخش افق‌های جشنواره فیلم ونیز به نمایش درآمد. فیلم پرزیدنت، حدود پنجاه بازیگر گرجی، تعداد زیادی سیاهی لشکر و لوکیشن‌ها و چشم‌اندازه‌های بکر دارد.
پرزیدنت جایزه هوگو طلایی جشنواره بین‌المللی فیلم شیکاگو را به دست آورد.

## موضوع فیلم
دیکتاتوری پس از بروز انقلاب، به همراه نوه‌اش ناچار به فرار می‌شود. در طول این فیلم دیکتاتور به همراه نوه اش در سرتاسر کشور متوجه ظلمی که به مردم کرده‌است می‌شود. در اصل این فیلم تأثیرات یک دیکتاتور بر جامعه و متقابلاً نقش جامعه در دیکتاتور شدن یک فرد را نشان می‌دهد.

## بازیگران
- میشا گومایشویلی در نقش دیکتاتور
- داچی اورولاشویلی در نقش نوه دیکتاتور